# Џорџ Фрост Кенан
Џорџ Фрост Кенан (енгл. George F. Kennan; Милвоки, 16. фебруар 1904 — Принстон, 17. март 2005) је био амерички дипломата, политиколог и историчар, оснивач Кенан института. Познат је као идејни творац америчке стратегије обуздавања Совјетског Савеза током Хладног рата.

## Дела
- "X" (јул 1947), „The Sources of Soviet Conduct”, Foreign Affairs, 25 (4): 566—582, JSTOR 20030065, doi:10.2307/20030065
- Kennan, George F. (1948), Policy Planning Study (PPS) 23, Washington D.C.
- Kennan, George F. (1951), American Diplomacy, 1900–1950, Chicago: University of Chicago Press, OCLC 466719
- Kennan, George F. (1954), Realities of American Foreign Policy, Princeton: Princeton University Press, OCLC 475829
- Kennan, George F. (1956), Russia Leaves the War, Princeton: Princeton University Press, OCLC 1106320
- Kennan, George F. (1956), "The Sisson Documents," Journal of Modern History v. 28 (June, 1956), 130–154
- Kennan, George F. (1958), The Decision to Intervene, Princeton: Princeton University Press, OCLC 1106303
- Kennan, George F. (1958), Russia, the Atom, and the West, New York: Harper, OCLC 394718
- Kennan, George F. (1961), Russia and the West under Lenin and Stalin, Boston: Little, Brown and Company, OCLC 253164
- Kennan, George F. (1967), Memoirs: 1925–1950, Boston: Little, Brown and Company, OCLC 484922.
- Kennan, George F. (1964).On Dealing with the Communist World, New York and Evanston: Harper & Row for The Council on Foreign Relations, Inc.
- Kennan, George F. (1968), From Prague after Munich: Diplomatic Papers, 1938–1939, Princeton: Princeton University Press, ISBN 0-691-05620-X
- Kennan, George F. (1968), Democracy and the Student Left, Boston: Little, Brown and Company, ISBN 978-0-09-095070-6 — преко Internet Archive
- Kennan, George F. (1971), The Marquis de Custine and His 'Russia in 1839', Princeton: Princeton University Press, ISBN 0-691-05187-9
- Kennan, George F. (1972), Memoirs: 1950–1963, Boston: Little, Brown and Company, OCLC 4047526
- Kennan, George F. (1978), The Cloud of Danger: Current Realities of American Foreign Policy, London: Hutchinson, ISBN 0-09-132140-9
- Kennan, George F. (1979), The Decline of Bismarck's European Order: Franco-Russian Relations, 1875–1890, Princeton: Princeton University Press, ISBN 0-691-05282-4
- Kennan, George F. (1982), The Nuclear Delusion: Soviet-American Relations in the Atomic Age, New York: Pantheon Books, ISBN 0-394-52946-4
- Kennan, George F. (1984), The Fateful Alliance: France, Russia, and the Coming of the First World War, New York: Pantheon Books, ISBN 0-394-53494-8
- Kennan, George F. (1989), Sketches from a Life, New York: Pantheon Books, ISBN 0-394-57504-0
- Kennan, George F. (1993), Around the Cragged Hill: A Personal and Political Philosophy, New York: W. W. Norton & Company, ISBN 0-393-31145-7
- Kennan, George F. (1996), At a Century's Ending: Reflections 1982–1995, New York: W. W. Norton & Company, ISBN 0-393-31609-2
- Kennan, George F. (2000), An American Family: The Kennans, the First Three Generations, New York: W. W. Norton & Company, ISBN 0-393-05034-3 — преко Internet Archive
- Kennan, George F. (2014), The Kennan Diaries, New York: W. W. Norton & Company, ISBN 978-0-393-07327-0
- John Lukacs (ed.), George F. Kennan and the Origins of Containment, 1944–1946: The Kennan-Lukacs Correspondence (University of Missouri Press, 1997).